# Pres polític

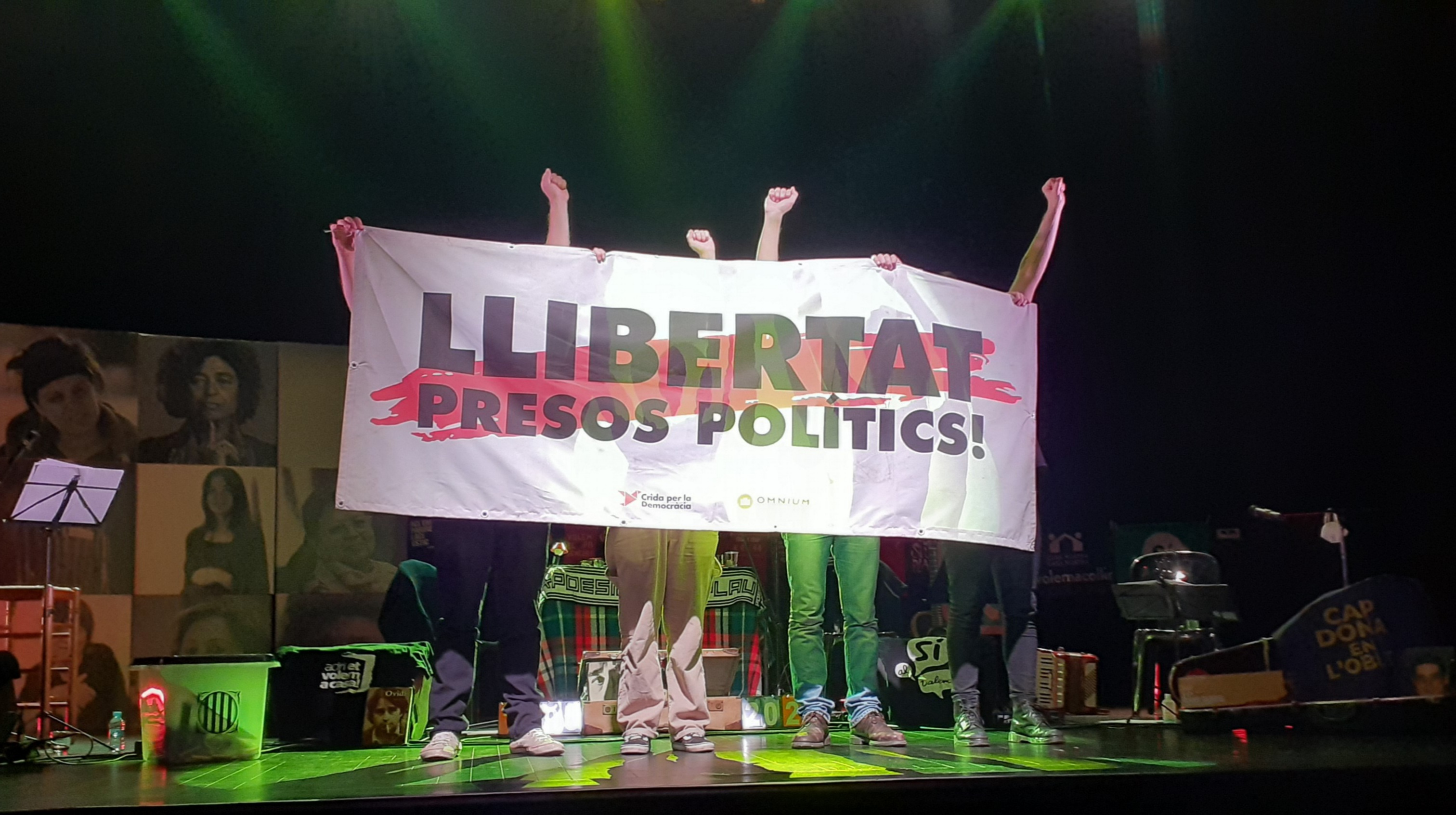
Manifestació pública a favor de l'alliberament dels presos polítics del procés independentista català en el concert del grup de música Ovidi4 al Teatre Municipal de Balaguer el 2020.

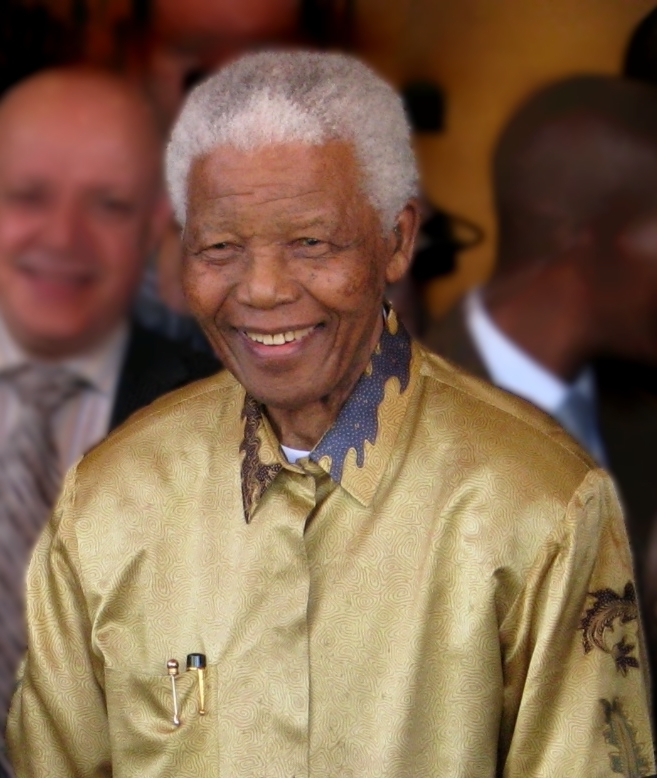
Nelson Mandela va ser empresonat entre 1963 i 1990 pel seu activisme anti-apartheid a Sud-àfrica.

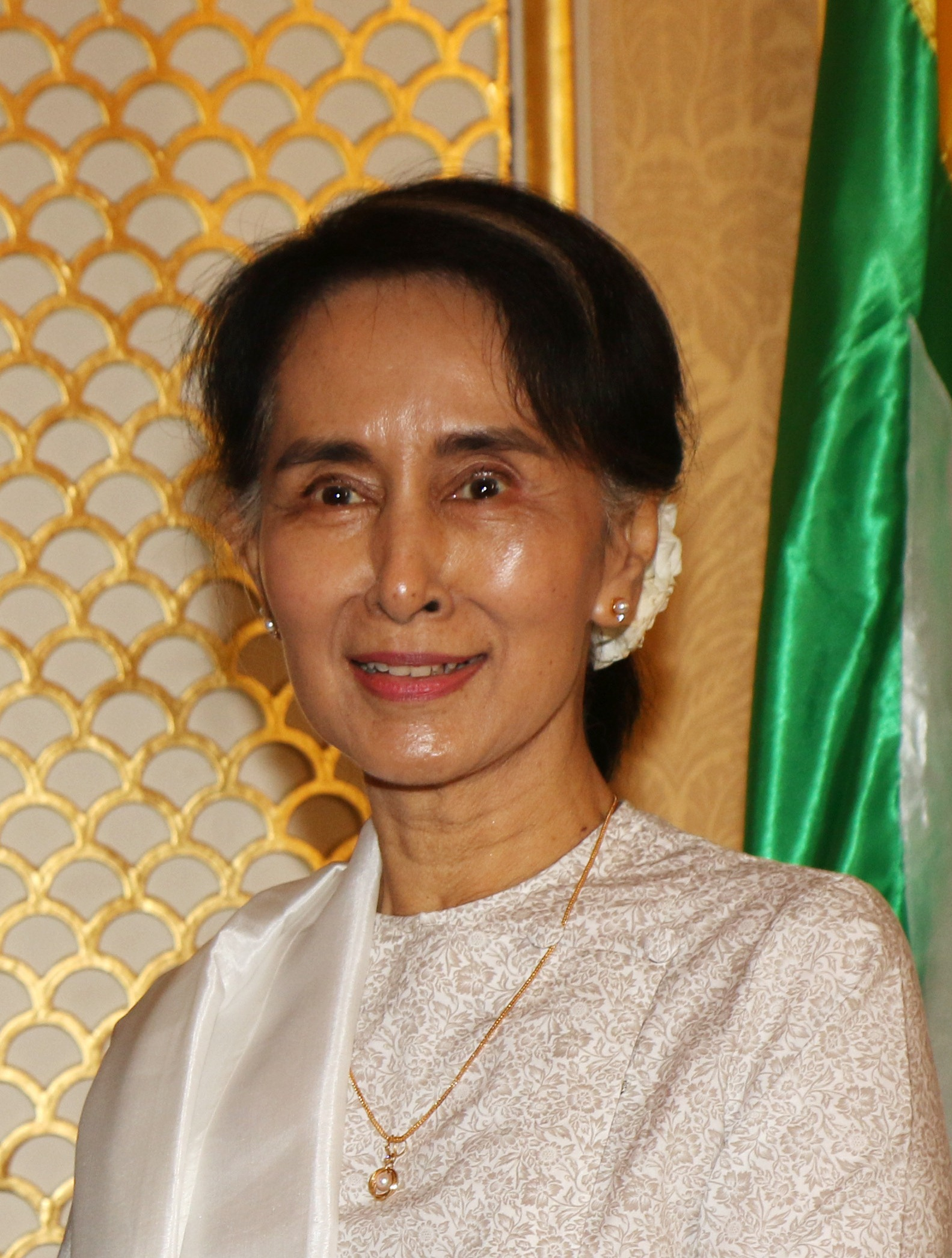
La política birmana Aung San Suu Kyi va ser empresonada per motius polítics en diverses ocasions entre 1990 i 2010.

Un pres polític o presoner polític és qualsevol persona que es mantingui a la presó o detingut d'alguna altra forma —per exemple, sota arrest— sense haver comès un delicte tipificat sinó perquè les seves idees suposin un desafiament o una amenaça per al sistema polític establert, sigui aquest de la naturalesa que sigui. Com que les opinions o les actituds no acostumen a ser objecte de legislació, sol ser difícil determinar exactament qui són els presos polítics a partir dels càrrecs que se'ls imputen.
La definició mateixa del concepte pres polític és subjecte de debat, però totes les conceptualitzacions o definicions tenen en comú és el reconeixement de la importància de l'existència de relacions de poder entre dissidents i agents d'autoritat governamental o elits governants.
La condició de pres polític, per tant, sol ser objecte de disputes; molts dels presoners considerats polítics per grups activistes són qualificats de terroristes, subversius o sediciosos pels governs a què s'oposen. En conseqüència, poques vegades una autoritat estatal admet l'existència de presos polítics; els crítics del govern al·leguen que els procediments legals utilitzats només estan dissenyats per ocultar la condició de pres polític. Això pot incloure la invenció de càrrecs criminals, o la negativa de beneficis concedits a altres presos en situació semblant, així com l'aplicació de poders especials, com l'estat d'excepció.
La legislació actual considera, en general, que la presó per motius polítics és una violació dels drets humans de llibertat de consciència i expressió. Organitzacions internacionals com Amnistia Internacional es mobilitzen per tot el món sol·licitant l'alliberament dels qui anomenen presos de consciència, una categoria que recull exclusivament persones que no hagin defensat o practicat la violència.

## Definicions

### Amnistia Internacional
Amnistia Internacional fa campanya amb regularitat per a l'alliberament de presos de consciència, que inclou tota aquella persona que tingui restringida la seva llibertat a causa de les seves creences polítiques o religioses, origen ètnic, gènere, raça, idioma, estatus econòmic o orientació sexual. Per reduir la controvèrsia i, per principis, la política de l'organització només s'aplica als presos que no hagin comès ni defensin la violència. Per tant, hi ha presos polítics que no s'ajusten als criteris més estrictes per als presos de consciència.
El terme pres de consciència figura en un dels textos fundadors de l'organització, on Peter Benenson es referia a dos estudiants portuguesos condemnats a presó sota el règim d'António d'Oliveira Salazar per haver fet un «brindis a la llibertat».
Segons l'ús que Amnistia Internacional fa del terme, les següents casuístiques entrarien en la definició:
- Una persona acusada o condemnada per un delicte ordinari dut a terme per motius polítics, com l'assassinat o el robatori dut a terme per donar suport als objectius d'un grup d'oposició.
- Una persona acusada o condemnada per un delicte ordinari comès en un context polític, com per exemple en una manifestació d'un sindicat o una organització de camperols.
- Un membre o sospitós membre d'un grup armat d'oposició acusat de "traïció" o "subversió".

Des de la seva creació el 1961, l'organització demana que tots els presos de consciència siguin alliberats de manera immediata i incondicional. Ha treballat en més de 44.000 casos i n'ha resolt 40.000 amb èxit.

### Assemblea Parlamentària del Consell d'Europa
L'Assemblea Parlamentària del Consell d'Europa té una definició més estricta de pres polític, aprovada el 2012 a partir d'una definició elaborada el 2001 per un comitè d'experts del mateix organisme. Aquest considera que una persona privada de la seva llibertat personal ha de ser considerada com a pres polític:
- si la detenció s'ha imposat en violació d'una de les garanties fonamentals establertes en el Conveni Europeu de Drets Humans i els seus Protocols, en particular la llibertat de pensament, consciència i religió, llibertat d'expressió i informació, llibertat de reunió i associació.
- si la detenció s'ha imposat per raons purament polítiques sense connexió amb cap delicte.
- si, per motius polítics, la durada de la detenció o les seves condicions són clarament desproporcionades a la infracció per la qual la persona ha estat declarada culpable o sospitosa.
- si, per motius polítics, la persona va ser detinguda de forma discriminatòria en comparació amb d'altres.
- si la detenció és el resultat d'un procediment clarament injust i això sembla estar relacionat amb motius polítics.[8]

### Human Rights Watch
L'entitat Humans Rights Watch sol evitar l'ús del terme i, en canvi, fa servir el concepte defensor dels drets humans a les seves campanyes.

## Presos polítics a Espanya

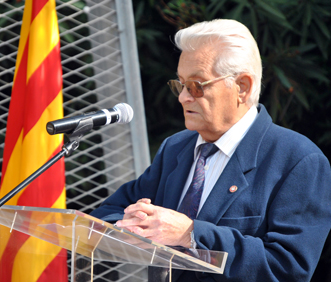
Enric Pubill, president de l'Associació Catalana d'Expresos Polítics del Franquisme, durant l'acte d'homenatge a Lluís Companys al Fossar de la Pedrera, el 14 d'octubre de 2010.

### Dictadura franquista
Durant les quatre dècades que durà la dictadura franquista (1936-1977) l'Estat espanyol fou un dels països acusats de tenir presos polítics, és a dir totes aquelles persones que havien sofert empresonament pel fet de formar part dels moviments i partits de l'oposició democràtica. Aquestes acusacions contra els drets humans se sumaven als altres milers de casos de represaliats que provocà el règim del general Franco en forma de d'execucions, desterraments i exili.
Les xifres exactes són encara discutides, però arran de les investigacions històriques realitzades en les darreres dècades s'estima que un cop acabada la Guerra Civil es produïren prop de 50.000 afusellaments, 300.000 condemnes amb penes de presó i hi hagué un total de 370.000–500.000 persones internades en camps de concentració. Més endavant, el Tribunal de Orden Público creat el 1963 condemnà més de 9.000 persones fins al 1977, any en què es transformà en l'actual Audiència Nacional.
Ja durant els darrers anys del franquisme i sobretot a partir de la Transició, els col·lectius afectats s'organitzaren per tal de reclamar una política de reparació morals i econòmica de les víctimes de la dictadura a través d'entitats que feien ús de la denominació com l'Associació Catalana d'Expresos Polítics del Franquisme.
Els presos polítics antifranquistes més coneguts foren dirigents socials i polítics com Gregorio López Raimundo (1914-2017), Julián Grimau (1911-1963) Marcelino Camacho (1918-2010) o Salvador Puig i Antich (19438-1974). De tots ells, qui va passar més temps a la presó fou el poeta comunista Marcos Ana (1920-2016), que finalment fou alliberat gràcies a la presó d'Amnistia Internacional el 1961, després de vint-i-tres anys de reclusió.

### Espanya contemporània

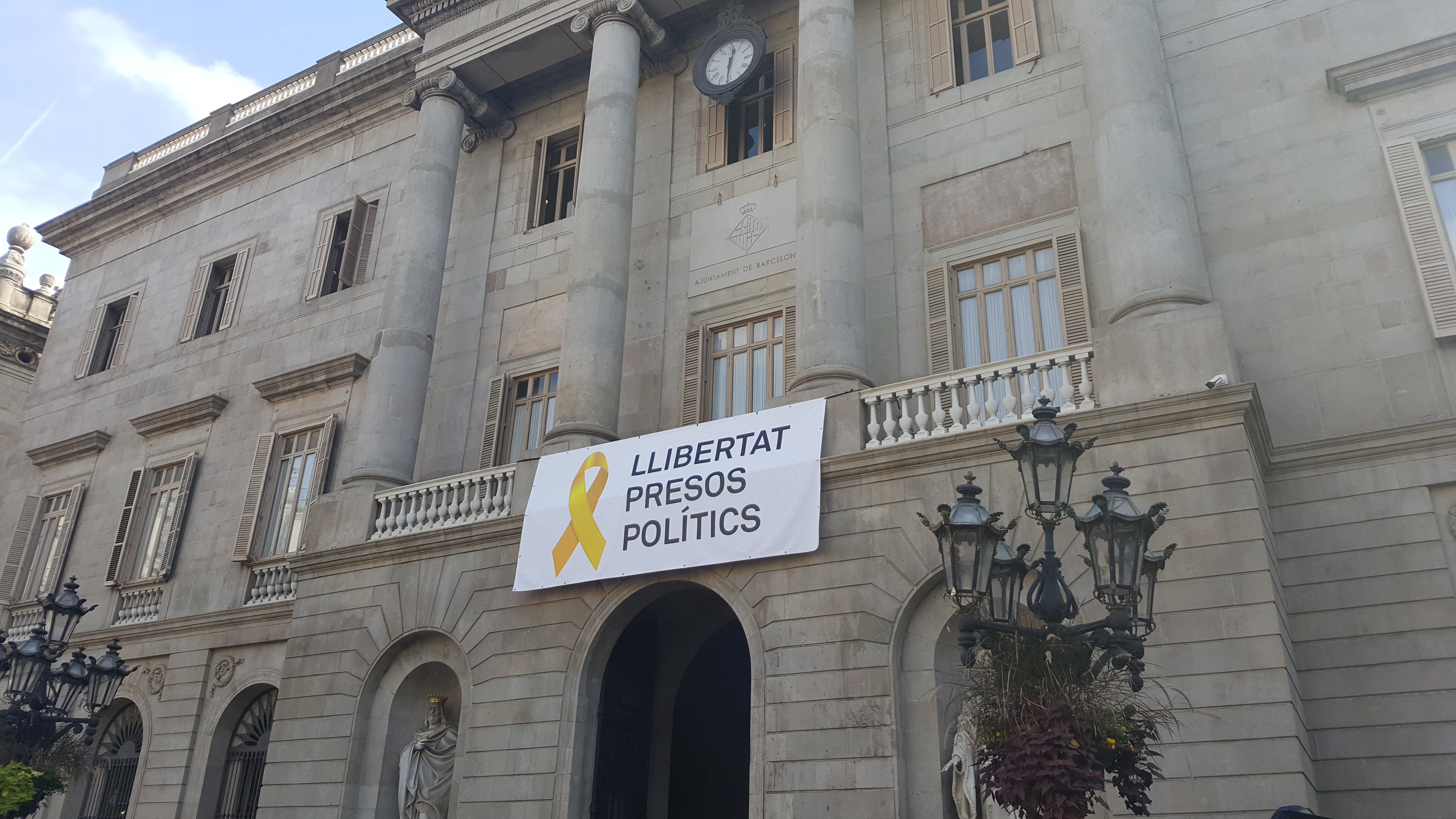
Pancarta a l'Ajuntament de Barcelona exigint la llibertat dels empresonats pel procés independentista català.

Després de l'aprovació de la Constitució de 1978 i la recuperació de les institucions democràtiques, l'Estat espanyol s'ha integrat en tots els àmbits en l'ordenament jurídic europeu i internacional, però ha continuat essent objecte de crítiques pel fet d'empresonar persones per les seves idees polítiques, singularment en el cas de l'esquerra abertzale basca i de l'independentisme català. Arran de diverses denúncies d'aquests col·lectius, instàncies superiors com el Tribunal Europeu de Drets Humans o el Grup de Treball sobre Detencions Arbitràries de Nacions Unides s'han pronunciat contràriament a les estratègies judicials i les pràctiques presidiàries espanyoles.
Per definir què és un pres polític a l'Estat espanyol el govern segueix la definició adoptada l'Assemblea Parlamentària del Consell d'Europa el 2012. Ara bé, cenyint-se a aquesta definició, el govern no considera que els empresonats arran del procés independentista català puguin considerar-se presos polítics.
L'any 2018 la instal·lació Presos polítics a l'Espanya contemporània de l'artista Santiago Serra causà polèmica i fou retirada de la Fira ARCO de Madrid pel fet d'incloure un total de 74 persones que l'autor considera presos polítics, entre ells Oriol Junqueras, Jordi Sànchez, Jordi Cuixart o els joves d'Altsasu.